# カパズPFK
カパズPFK（Kapaz PFK (アゼルバイジャン語: Kəpəz Peşəkar Futbol Klubu, [az])）は、アゼルバイジャンのギャンジャをホームタウンとするサッカークラブ。

## 歴史
1959年、クラブはキロヴァバードでToxucuの名前で創設された。1994年にアゼルバイジャン・クボク、1995年にアゼルバイジャン・プレミアリーグで初優勝し、1998年には2冠を達成した。2004年にカパズからギャンジャに改称したが、2011年に再びカパズに改称した。
著名なサポーターにはロンドン五輪金メダリストのトグルル・アスガロフがいる。

## クラブ名
出典
- 1959-1962 Toxucu
- 1962-1974 Dinamo
- 1975-1981 Tərəqqi
- 1982-2004 カパズ (Kəpəz)
- 2004-2011 ギャンジャ (Gəncə)
- 2011- カパズ (Kəpəz)

## タイトル
出典
- アゼルバイジャン・プレミアリーグ：3回
  - 1994-95, 1997-98, 1998-99
- アゼルバイジャン・クボク：4回
  - 1993-94, 1996-97, 1997-98, 1999-2000

## 欧州の成績
| シーズン  | 大会                       | ラウンド  | 対戦相手                           | ホーム | アウェー | 合計    |  |
| --------- | -------------------------- | --------- | ---------------------------------- | ------ | -------- | ------- |  |
| 1995-96   | UEFAカップ                 | 予選      | アウストリア・ウィーン             | 0-4    | 1-5      | 1-9     |  |
| 1997-98   | UEFAカップウィナーズカップ | 予選      | ディナブルグ                       | 0-1    | 0-1      | 0-2     |  |
| 1998-99   | UEFAチャンピオンズリーグ   | 予選1回戦 | ŁKSウッチ                          | 1-3    | 1-4      | 2-7     |  |
| 1999-2000 | UEFAチャンピオンズリーグ   | 予選1回戦 | スロガ・ユーゴマグナト             | 2-1    | 0-1      | 2-2 (a) |  |
| 2000-01   | UEFAカップ                 | 予選      | アンタルヤスポル                   | 0-2    | 0-5      | 0-7     |  |
| 2016-17   | UEFAヨーロッパリーグ       | 予選1回戦 | ダチア・キシナウ                   | 0-0    | 1-0      | 1-0     |  |
| 2016-17   | UEFAヨーロッパリーグ       | 予選2回戦 | アドミラ・ヴァッカー・メードリング | 0-2    | 0-1      | 0-3     |  |

## 歴代所属選手
- オズヴァウド・ジョゼ・マルチンス・ジュニオール 2015-2016